# Татяна Котова
Татяна Николаевна Котова (на руски: Татья́на Никола́евна Ко́това) е руска певица, актриса и телевизионен водещ, „Мис Русия 2006“.

## Биография

### Ранен живот
Татяна Котова е родена на 3 септември 1985 г. в Ростов на Дон, СССР. Баща ѝ Николай, работи като шофьор на камион, а по-късно се занимава с предприемаческа дейност. Майка ѝ Марина, работи в банка като счетоводител. Татяна има по-малка сестра – Катрин. В конкурси за красота, Татяна започва участието си още в училище. Като тийнейджър, тя става носител на титлата „Мис Есен 98“ и „Мис чар“. По време на следването си в икономическия факултет на ЮФУ (Южен Федерален университет), където Татяна се записва след съвет на родителите си, е забелязана от модна агенция „Имидж-Элит“ и е поканена на курса за обучение „Професионален модел“.

### Мис Русия 2006
Няколко месеца по-късно, Татяна получава предложение да участва в конкурса „Най-добър модел на юг в Русия“, в резултат, на който тя влиза в топ пет финалистките. Това е последвано от много конкурси за красота и победи. През декември 2006 г. Татяна Котова получава титлата „Мис Русия 2006“, с 53% от гласовете на зрителите. През 2007 г. тя представя Русия в международните конкурси „Мис Вселена“ и „Мис Свят“.

### ВИА Гра
На 17 март 2008 г. става солистка на украинската поп група ВИА Гра. Дебютното видео с участието на Татяна е видеоклип към песента „Я не боюсь“. По време на снимките (февруари 2008 г.), Котова все още не е част от колектива, така че клипът е заснет с Албина Джанабаева и Меседа Багаудинова, като участието на Татяна е добавено към видеото по-късно. През лятото 2008 г., се снима в клиповете „My Emancipation“ и „Американская жена“. В началото на януари 2009 г., в групата се връща първата солистка – Hадежда Грановская. През 2009 г. триото Грановская – Джанабаева – Котова записва два сингъла „Анти-гейша“ и „Сумасшедший“. На 21 март 2010 г. е последното изпълнение на Татяна Котова в група ВИА Гра, на украинското шоу „Фабрике звёзд. Суперфинал“. На 22 април 2010 г. на пресконференция, Татяна официално обявява оттеглянето си. Тя е заменена от третата завършила в шоуто „Фабрики звёзд“ – Ева Бушмина.

### Соло кариера
През юни 2010 г. Татяна участва в ролята на бизнес дамата Ксения Морозова в телевизионния сериал „А счастье где-то рядом“, който се излъчва през пролетта на 2011 г. по телевизионния канал Россия 1. През септември 2010 г. Татяна Котова започва солова музикална кариера. Дебютната ѝ песен е „Он“, написана от Ирина Дубцова. Режисьор на видеото е Алан Бадоев. На 28 септември 2010 в Санкт Петербург по време на концерт в чест на първокурсниците, изпълнява новата си песен „Вампирица“. На 18 април 2012 г. излиза песента и клипа „В играх ночей“. Видеото се оказва доста провокативно, като се налага да се направи и цензурирана версия.

### Queens
На 8 ноември 2016 г. е създадена нова поп група с продуцентството на Сергей Ковальов, която включва Татяна и още две бивши солистки на ВИА Гра – Олга Романовская и Санта Димопулос. На 15 ноември по време на пресконференция, е обявено името на групата – Queens. На 19 ноември се състои премиерата на тяхната песен „Зачем“, на наградите „Золотой граммофон“.

## Видеография

### Видеоклипове в състава на групи ВИА Гра
| Видеоклип           | Премиера | Режисьор        | Албум                |
| ------------------- | -------- | --------------- | -------------------- |
| „Я не боюсь“        | 2008     | Алан Бадоев     | „Эмансипация“        |
| „Emancipation“      | 2008     | Алан Бадоев     | „Эмансипация“        |
| „Американская жена“ | 2008     | Роман Васиянов  | „Эмансипация“        |
| „Анти-гейша“        | 2009     | Алан Бадоев     | -                    |
| „Сумасшедший“       | 2009     | Сергей Солодкий | „Всё лучшее в одном“ |

### Солови видеоклипове
| Видеоклип                            | Премиера | Режисьор           | Албум |
| ------------------------------------ | -------- | ------------------ | ----- |
| „Он“                                 | 2010     | Алан Бадоев        |       |
| „Красное на красном“                 | 2011     | Сергей Ткаченко    |       |
| „В играх ночей“                      | 2012     | Мария Скобелева    |       |
| „Всё только начинается“              | 2012     | Сергей Ткаченко    |       |
| „Признание“                          | 2012     | Тарас Дрон         |       |
| „Раствориться“ (с участието на Стен) | 2013     | Александър Кошелев |       |
| „ФиоЛЕТО“                            | 2013     | Vesta Una          |       |
| „Неверная“                           | 2015     | N/A                |       |
| „Я буду сильней“                     | 2015     | Алан Бадоев        |       |
| „Танцуй“                             | 2016     | Алан Бадоев        |       |
| „Разлюбила“                          | 2016     | Алан Бадоев        |       |

## Класации
| Година | Заглавие                       | Класация                         | Класация                         | Класация                           | Класация                         | Класация                           | Албум |
| Година | Заглавие                       | Русия и ОНД (TopHit Общ Топ-100) | Русия (TopHit Московски Топ-100) | Украйна (TopHit Украински Топ-100) | Украйна (TopHit Киевски Топ-100) | Радиокласация по заявка TopHit 100 | Албум |
| ------ | ------------------------------ | -------------------------------- | -------------------------------- | ---------------------------------- | -------------------------------- | ---------------------------------- | ----- |
| 2010   | „Он“                           | 97                               | 119                              | —                                  | —                                | 171                                | TBA   |
| 2012   | „Мир для сильных мужчин“       | 272                              | —                                | 731                                | —                                | 139                                | TBA   |
| 2012   | „Всё только начинается“        | 244                              | —                                | 662                                | —                                | 141                                | TBA   |
| 2012   | „Хоп-хоп“                      | 340                              | —                                | 849                                | —                                | 187                                | TBA   |
| 2013   | „Экс-любовники“                | 230                              | —                                | 644                                | —                                | 175                                | TBA   |
| 2013   | „Признание“                    | 219                              | —                                | 665                                | —                                | 105                                | TBA   |
| 2013   | „ФиоЛЕТО“                      | 172                              | —                                | 109                                | 211                              | 95                                 | TBA   |
| 2013   | „Не жаль“                      | 206                              | —                                | 516                                | —                                | 101                                | TBA   |
| 2014   | „Всё будет так, как хочешь ты“ | 240                              | —                                | 510                                | —                                | 76                                 | TBA   |
| 2014   | „За тобой“                     | 196                              | —                                | 702                                | —                                | 204                                | TBA   |
| 2015   | „Я буду сильней“               | 174                              | —                                | 613                                | —                                | 97                                 | TBA   |
| 2016   | „Разлюбила“                    | 266                              | —                                | 788                                | —                                | 276                                | TBA   |
| 2016   | „Скажу я да“                   | 206                              | —                                | 292                                | 196                              | 333                                | TBA   |